# لارس نيلسون
لارس نيلسون (بالسويدية: Lars Nilsson)‏ (11 مارس 1965 في السويد - ) هو لاعب كرة طائرة السويد. شارك في الألعاب الأولمبية الصيفية 1988.

## وصلات خارجية
- لارس نيلسون على موقع أوليمبيديا (الإنجليزية)
- لارس نيلسون على موقع اللجنة الأولمبية السويدية (السويدية)